# Жилой дом (улица Гребёнки, Нежин)
Жилой дом — памятник архитектуры местного значения в Нежине. Сейчас используется как жилой дом.

## История
Изначально был внесён в «список памятников архитектуры вновь выявленных» под названием Каменица.
Приказом Министерства культуры и туризма от 21.12.2012 № 1566 присвоен статус памятник архитектуры местного значения с охранным № 10022-Чр под названием Жилой дом.

## Описание
В 1696 году была открыта школа Нежинского греческого братства. Изначально размещалась в Михайловской церкви, затем в специально для неё построенном рядом с церковью деревянном доме. Срок учёбы — два года. В школку, как правило, принимали детей жителей греческой колонии, но были и исключения. Например, в 1748 году школу окончил Николай Николаевич Бантыш-Каменский — русский историк.
В 1814 году (по другим данным в 1817 году) «Нежинская греческая школа» (дома №№ 18, 20) была реорганизована в «Нежинское греческое Александровское училище» и располагалось в собственном здании (дом № 24). 
Каменный, одноэтажный, прямоугольный в плане дом.